# Château de la Grande Castelette
Le château de la Grande Castelette est une maison de maître, datant du XVIIIe siècle, situé à Montfavet, quartier d'Avignon, dans le Vaucluse.

## Historique
Le domaine est partiellement inscrit au titre des monuments historiques, depuis 1996.

## Descriptif
Le domaine comprend plusieurs bâtiments : une maison de maître du XVIIIe siècle, composé notamment de 2 salons ornés de gypseries et d'une chapelle en rez-de-chaussée, entourée d'une terrasse et d'une cour d'honneur et plusieurs bâtiments ménagers. Le mur d'enceinte, fermé par plusieurs portails, abrite un parc paysager, orné d'allées de platanes.